# 제피로스에너지
제피로스에너지 주식회사(영어: Zephyrus Energy)는 전라남도 화순군에 본사를 둔 태양 에너지 기업이다.

## 역사 및 현황
2020년 1월에 설립되었으며, 2022년 7월에 영암풍력발전의 지분 100%를 확보하였다.